# Hendrik Höfken
Hendrik Höfken (* 5. März 1977 in Wesel, Niederrhein) ist ein deutscher Profitänzer Latein und Tanztrainer, ADTV-Tanzlehrer und D4F-Instructor sowie Wertungsrichter A in den Bereichen Standard und Latein.
1997 machte Höfken sein Abitur in Dorsten und leistete anschließend seinen Wehrdienst ab. Er ist gelernter Kaufmann für Grundstücks- und Wohnungswirtschaft, übte den Beruf nach der Ausbildung aber nur ein Jahr lang aus. Seit 2002 widmet er sich ganz dem Tanzen, zum einen seiner eigenen Tanzkarriere, zum anderen der elterlichen Tanzschule, die er seither mit seinem Bruder Michael Höfken leitet.
Hendrik Höfken tanzt seit seinem 12. Lebensjahr Latein. Mit 14 Jahren sammelte er erste Formationserfahrungen als Tänzer im B-Team des TTH Dorsten. Er wurde NRW-Landesmeister der Junioren Latein in der D-, C- und B-Klasse, Vizelandesmeister der Junioren in der A-Klasse und nahm an der Deutschen Meisterschaft der Junioren teil. Seit 1997 tanzte Höfken in der S-Klasse Latein.
2004 wechselte Höfken zu den Professionals und tanzte seitdem mit Luise Dons. Er war Trainer des A-Teams des TSC Ems-Casino Blau-Gold Greven und arbeitet auch als Trainer bei seinem Heimatverein, dem TTH Dorsten.
2006 und 2007 nahm Höfken an der RTL-Tanzshow Let’s Dance teil. In der ersten Staffel tanzte er mit Heide Simonis, die aus gesundheitlichen Gründen aufhören musste. In der zweiten Staffel war Jasmin Wagner seine Partnerin. Er schied mit ihr im Halbfinale aus.
Hendrik Höfken bei Let’s Dance
| Staffel (Jahr) | Partner       | Platzierung                      |
| -------------- | ------------- | -------------------------------- |
| 1 (2006)       | Heide Simonis | 4.. (krankheitsbedingte Aufgabe) |
| 2 (2007)       | Jasmin Wagner | 4.                               |